# Panzergrenadier-Division Kurmark
La Panzergrenadier-Division Kurmark (littéralement en français : la « division blindée de grenadiers Kurmark ») était une division d'infanterie mécanisée (en allemand : Panzergrenadier-Division) de l'Armée de terre allemande (la Heer), au sein de la Wehrmacht, pendant la Seconde Guerre mondiale. Elle a été créée le 31 janvier 1945.

## Création et différentes dénominations
La Panzergrenadier-Division Kurmark est créée le 31 janvier 1945 à Francfort-sur-l'Oder. Il ne s'agissait pas d'une nouvelle grande unité, mais plutôt d'un assemblage à partir du Kampfgruppe Langkeit (de) et des unités de dépôt de la Grossdeutschland (notamment la « Panzer-Grenadier Erste Brigade Grossdeutschland ») pour tenter de stopper l'offensive des troupes soviétiques sur la capitale allemande.
Cette unité sera aussi désignée dans les textes officiels comme Panzer-Division Kurmark. Le nom « Kurmark » se réfère à une région dans le Brandebourg que cette division était chargée de défendre.

## Composition
La Panzergrenadier Division Kurmark se compose début février 1945 d'un état-major (Stab), d'une compagnie divisionnaire d'état-major (Divisions-Stabs-Kompanie) et les unités organiques suivantes : 
- Panzer-Regiment Kurmark (Stab I. et II.) ;
- Panzergrenadier-Regiment Kurmark (Stab, Stabs-Kp., Versorg.-Kp., I. et II.) ;
- Panzer-Artillerie-Regiment Kurmark (la deuxième compagnie de ce régiment est la III./SS-Art.Lehr-Rgt. avec les batteries 7, 8 et 9) ;
- Panzer Aufkl. Abt. Kurmark (trois escadrons) ;
- (Pz.) Pionier Bataillon Kurmark (deux compagnies, plus une colonne) ;
- (Pz.) Nachr. Abt. Kurmark (trois compagnies) ;
- Divisions Nachschub Truppen Kurmark ;
- Verwaltg. Truppen Kurmark ;
- Feldersatz Battalion (bataillon de remplacement) ;
- Sanitäts-Truppe.

En avril 1945 la division reçoit en plus :
- Panzer-Füsilier Regiment Kurmark, également nommé de manière officielle Fahnenjunker Regiment Dresden (précédemment Grenadier-Regiment 1235). Il s'agit d'éléments de l'école Fahnenjunker-Schule I Dresden ;
- le Panzergrenadier-Regiment Kurmark est complété d'une compagnie du génie (12. (Pioniere) Kompanie).

- Panzer-Regiment Kurmark
- Panzergrenadier-Regiment Kurmark
- Panzer-Füsilier-Regiment Kurmark (Grenadier-Regiment 1235)
- Panzer-Artillerie-Regiment Kurmark
- Panzer-Aufklärungs-Abteilung Kurmark
- Panzer-Pionier-Bataillon Kurmark
- Panzer-Nachrichten-Abteilung Kurmark
- Versorgungstruppen Panzergrenadier-Division Kurmark

## Théâtres d'opérations
La division fait partie de la 9e armée allemande au sein du groupe d'armées Vistule et combat sur la Vistule et autour de Francfort-sur-l'Oder.
Elle est sous les ordres, avec d'autres formations de la Wehrmacht, du 11e SS-Armeekorps de la 9e armée située sud-est de Berlin. Lors des combats, la division se trouve coupée en deux. Une partie de la Kurmark réussit à briser la poche et atteint Jerichow sur l'Elbe. L'autre partie reste à combattre dans la poche de Francfort-sur-l'Oder et sur la ligne Oder-Neisse. En mai 1945, une partie de la Panzergrenadier Division Kurmark est capturée par l’Armée rouge dans la poche d'Halbe, l'autre se rend aux Américains sur l'Elbe.

## Commandement
Le Generalmajor Willy Langkeit (de) est le commandant de la division de sa création jusqu'à la capitulation.